# Anisocentropus fischeri
Anisocentropus fischeri är en nattsländeart som beskrevs av G. Marlier 1971. Anisocentropus fischeri ingår i släktet Anisocentropus och familjen Calamoceratidae. Inga underarter finns listade i Catalogue of Life.